# Ільчиґідай
Ільчиґідай або Ельджігідей (*д/н — 1329) — 15-й хан Чагатайського улусу в 1326—1329 роках.

## Життєпис
Походив з династії Чингізидів. Син Дуви, хана Чагатайського улусу. Про дату народження та молоді роки замало відомостей. У 1326 році влаштував змову проти брата — хана Кепека, якого було вбито. Ставши новим володарем держави, Ільчиґідай визнав зверхність династії Юань. Водночас припинив підтримку ісламу, а навпаки надав преференції католицьким місіонерам. Відбулися зміни у монетній справі: зникає іменне карбування, з'являються буддистські символи, зокрема дордже (тибетський варіант ваджри) часто поєднана з мандалою.
1327 року відправив війська проти Делійського султанату, але війська сплюндрували більшу частину Пенджабу й стали просуватися до Делі. У 1328 році встав на бік Хошіли, претендента на трон Юань. Протягом 1328—1329 році допомагав з військами останньому. Після отруєння Хошіли вимушений був визнати зверхність імператора Туг-Темура. У 1329 році імператор Туг-Темур спрямував проти Ільчиґідая військо, щоб покарати за підтримку суперника, але в цей час того було повалено братом Дува-Тимуром.